# Кристи Голдън
Кристи Голдън (на английски: Christie Golden) е американска писателка на бестселъри в жанра фентъзи, хорър и научна фантастика. Писала е и под псевдонима Джадриън Бел (Jadrien Bell).

## Биография и творчество
Кристи Голдън е родена на 21 ноември 1963 г. в Атланта, Джорджия, САЩ. Отраства в Арлингтън, Вирджиния. Учи в гимназия „Ли“ във Вашингтон. Завършва през 1985 г. Университета на Вирдижиния с бакалавърска степен по английски език. Омъжва се за Майкъл Джордж, художник.
Първият ѝ фентъзи роман „Vampire of the Mists“ (Вампирът от мъглите) от съвместната авторска поредица „Гарванът“ е издаден през 1991 г. Той става бестселър и дава старт на писателската ѝ кариера.
Страстен играч на видео играта „Warcraft“, пише от 2000 г. поредица от романи към съвместната авторска поредица за нейната вселена.
През 1999 г. под псевдонима Джадриън Бел е публикуван фантастичния ѝ трилър „A.D. 999“. Той е удостоен с наградата на писателите на Колорадо.
Автор е общо на над 40 романа в жанровете фентъзи, хорър и научна фантастика, включително участва в поредиците романи свързани с филмите и сериалите „Стар Трек“, „Бъфи, убийцата на вампири“, и „Междузвездни войни“. Работи последователно в Мичиган, Вирджиния и Колорадо.
Член е на Асоциацията на писателите на научна фантастика, на Асоциацията на писателите на хоръри, и на Дружеството за творчески анахронизъм.
Кристи Голдън живее със семейството си в Мемфис, Тенеси.

## Произведения

### Самостоятелни романи
- A.D. 999 (1999) – като Джадриън Бел
- Fable: Edge of the World (2012)
- The Accidental Knight (2014)

### Серия „Веролд“ (Verold)
1. Instrument of Fate (1996)
2. King's Man and Thief (1997)

### Серия „Нашествие Америка“ (Invasion America)
1. Invasion America (1998)
2. On the Run (1998)

### Серия „Последен танц“ (Final Dance)
1. On Fire's Wings (2004)
2. In Stone's Clasp (2005)
3. Under Sea's Shadow (2007)

### Серия „Starcraft II“ (Starcraft II)
1. Devils' Due (2011)
2. Flashpoint (2012)

### Серия „Assassin's Creed IV Black Flag“ (Assassin's Creed IV Black Flag)
1. Blackbeard: The Captain's Log (2014)

### Участие в общи серии с други писатели

#### Серия „Гарванът“ (Ravenloft)
1. Vampire of the Mists (1991)
3. Dance of the Dead (1992)
7. The Enemy Within (1994)
от серията има още 27 романа от различни автори

#### Стар Трек

##### Серия „Стар Трек: Вояджър“ (Star Trek: Voyager)
6. The Murdered Sun (1996)
14. Marooned (1997)
16. Seven of Nine (1998)
19. Cloak and Dagger (2000)
20. Ghost Dance (2000)
21. Shadow of Heaven (2000)
- Homecoming (2003)
- The Farther Shore (2003)
- Old Wounds (2004)
- Enemy of My Enemy (2004)

##### Серия „Стар Трек: Нова генерация“ (Star Trek: The Next Generation)
56. The First Virtue (1999) – с Майкъл Ян Фридман

##### Серия „Стар Трек: S. C. E.“ (Star Trek: S. C. E.)
3. Hard Crash (2000)

##### Серия „Стар Трек: Портали“ (Star Trek: Gateways)
5. No Man's Land (2001)

##### Серия „Стар Трек: Оригиналният сериал“ (Star Trek: The Original Series)
- The Last Round-up (2002)

#### Серия „Warcraft“ (World of Warcraft)
2. Lord of the Clans (2001) 
Повелителят на клановете, изд.: „Серпис“ АД, София (2003), прев. Светослав Ковачев
4. Rise of the Horde (2006)
6. Arthas (2009)
8. The Shattering (2010)
9. Thrall (2011)
- Beyond the Dark Portal (2008) – с Аарон Розенбърг
- Jaina Proudmoore: Tides of War (2012)
- War Crimes (2014)

#### Серия „Бъфи, убийцата на вампири: Разкази на Убиеца“ (Buffy the Vampire Slayer: Tales of the Slayer)
1. Tales of the Slayer, Vol. 1 (2001) – с Кристофър Голдън и Ивон Наваро

#### Серия „Starcraft“ (Starcraft: Dark Templar)
1. First Born (2007)
2. Shadow Hunters (2007)
3. Twilight (2008)

#### Междузвездни войни

##### Серия „Междузвездни войни: Съдбата на джедаите“ (Star Wars: Fate of the Jedi)
2. Omen (2009)
5. Allies (2010)
8. Ascension (2011)

##### Серия „Междузвездни войни: Завръщането на джедаите“ (Star Wars: Return of the Jedi)
- Dark Disciple (2015)

### Разкази
- The Angel (1994)
- Witch Hunt (1994)
- Breathtaking Music (1995)
- One Good Bite (1995)
- The Play's the Thing (1996)
- Stag Party (1996)
- A Light in the Sky (1999)